# Хадарцев, Махарбек Хазбиевич
Махарбе́к Хазби́евич Хада́рцев (осет. Хӕдӕрцаты Хазбийы фырт Махарбег; род. 2 октября 1964, Суадаг, Северо-Осетинская АССР) — советский, российский и узбекистанский борец вольного стиля, двукратный олимпийский чемпион, пятикратный чемпион мира, 5-кратный чемпион Европы, многократный чемпион СССР. Заслуженный мастер спорта СССР (1986). Кандидат экономических наук (1998), заслуженный работник физической культуры СО АССР (1990).
Предприниматель, депутат Государственной думы VI созыва от фракции «Единая Россия» (с 21 декабря 2011 года). Женат, имеет десятерых детей.

## Биография
С 1986 по 1995 год приезжал с наградами с 8 чемпионатов мира подряд, выиграв за это время 5 золотых, 2 серебряные и 1 бронзовую награду.
На чемпионатах мира 1994 и 1995 годов, а также на Олимпиаде 1996 года в Атланте Хадарцев оставался вторым вслед за иранским борцом Расулом Хадемом.
В 1995—1999 годах Хадарцев был депутатом парламента республики Северная Осетия-Алания.
На Олимпиаде 2000 года в Сиднее вернувшийся в большой спорт 35-летний Махарбек не смог пробиться в российскую сборную и выступал под узбекским флагом, но занял лишь 14-е место в категории до 85 кг.
С 1993 года является генеральным директором пиво-безалкогольного завода «Дарьял». Проживает во Владикавказе, также имеет обширное загородное имение в селении Верхний Фиагдон.
Старший брат Махарбека Аслан Хадарцев (1961—1990) также был борцом, входил в сборную СССР, был трёхкратным чемпионом мира, стал заслуженным мастером спорта СССР и заслуженным тренером СССР. Погиб в автокатастрофе летом 1990 года.
В 2001 году присвоено звание «Человек России», в 2005 году присвоено звание «Человек XX века». Награждён орденами «Знак Почёта» (дважды), Дружбы и Дружбы народов. Имеет золотую медаль и диплом Мировой ассамблеи общественного признания, золотую грамоту мецената международного благотворительного фонда.
29 сентября 2014 г. Махарбек Хадарцев избран Главой города Владикавказа[уточнить].

## Интересные факты
- Махарбек Хадарцев 4 раза принимал участие в Олимпийских играх, и все 4 раза под разными флагами: Сеул-1988 — флаг СССР, Барселона-1992 — олимпийский флаг Объединённой команды, Атланта-1996 — флаг России, Сидней-2000 — флаг Узбекистана.